# جولیا اشلپفر
جولیا اشلپفر (انگلیسی: Julia Schlaepfer؛ زادهٔ ۳ مارس ۱۹۹۵) بازیگر آمریکایی است که بیش‌تر برای بازی در نقش الکساندرا داتن در مجموعهٔ تلویزیونی پارامونت پلاس یعنی ۱۹۲۳ (۲۰۲۲–۲۰۲۵) شناخته می‌شود.

## فیلم‌شناسی

### تلویزیون
| سال       | عنوان                  | نقش         | یادداشت |
| --------- | ---------------------- | ----------- | ------- |
| ۲۰۱۷      | خانم منشی              | اشلی ویتاکر | ۱ قسمت  |
| ۲۰۱۸      | غریزه                  | مگی فالون   | ۱ قسمت  |
| ۲۰۱۹–۲۰۲۰ | سیاستمدار              | آلیس چارلز  | ۱۵ قسمت |
| ۲۰۲۲      | داستان ترسناک آمریکایی | سلست        | ۱ قسمت  |
| ۲۰۲۲–۲۰۲۵ | ۱۹۲۳                   | الکساندرا   | ۸ قسمت  |

### فیلم
| سال  | عنوان          | نقش         | یادداشت |
| ---- | -------------- | ----------- | ------- |
| ۲۰۱۸ | چارلی می‌گوید   | ساندرا خوب  |         |
| ۲۰۲۲ | آسمان همه جاست | راشل برزیلی |         |